# Carl Örbom
Carl Johan Örbom, född den 9 oktober 1765 i Brunflo socken, Jämtlands län, död den 1 juni 1836 på Segersta gård, Övergrans socken, Uppsala län, var en svensk ämbetsman. Han var sonson till Anders Örbom och farbror till Johan Axel Örbom.
Örbom blev auskultant i Svea hovrätt 1785, extra ordinarie notarie där 1787, extra ordinarie fiskal 1791, ordinarie fiskal 1792, vice advokatfiskal 1793, advokatfiskal samma år och häradshövding i Trögds, Åsunda, Bro och Håbo häraders domsaga 1798. Han tilldelades hovrättsråds namn, heder och värdighet 1810 och var justitieråd 1818–1831. Örbom blev riddare av Nordstjärneorden 1816 och kommendör av nämnda orden 1826.